# アメリカ合衆国中央部
座標: 北緯38度31分 西経92度35分 / 北緯38.51度 西経92.59度
アメリカ合衆国中央部（アメリカがっしゅうこくちゅうおうぶ、英: Central United States）とは、アメリカ合衆国を東西に3分割した際、東部、西部の間に考えられるエリアであり、アメリカの国勢調査の定義で大まかに言えば、中西部に、南部の西部分や中央部分を併せたエリアと一致する。
州で言えば、通常、ノースダコタ州、サウスダコタ州、ネブラスカ州、カンザス州、オクラホマ州、テキサス州、ミネソタ州、アイオワ州、ミズーリ州、アーカンソー州、ルイジアナ州、ウィスコンシン州、イリノイ州、ミシガン州、インディアナ州、オハイオ州、ケンタッキー州、テネシー州、ウェストバージニア州、ミシシッピ州、そしてアラバマ州から成ると考えられている。
シカゴ（シカゴ都市圏）が域内で最大の都市・都市圏にあたり、その他にヒューストン（ヒューストン都市圏）、ダラス・フォートワース（ダラス・フォートワース複合都市圏）、サンアントニオ（サンアントニオ都市圏）、オースティン（オースティン都市圏）、オクラホマシティ（オクラホマシティ都市圏）、タルサ（タルサ都市圏）、カンザス州カンザスシティ・ミズーリ州カンザスシティ（カンザスシティ都市圏）、トピカ、ウィチタ、オマハ・リンカーン（オマハ・カウンシルブラフス都市圏・リンカーン・ネブラスカ都市圏）、ミネアポリス・セントポール（ミネアポリス・セントポール都市圏）、マディソン・ミルウォーキー（マディソン都市圏・ミルウォーキー都市圏）、セントルイス（セントルイス都市圏）、ルイビル、 レキシントン、デトロイト（デトロイト都市圏）、シンシナティ（シンシナティ都市圏）、クリーブランド（クリーブランド都市圏）、コロンバス（コロンバス・オハイオ都市圏）、トレド, デイトン、ロックフォード、ピオリア、インディアナポリス（インディアナポリス都市圏）、エバンズビル、フォートウェイン・サウスベンド（フォートウェイン都市圏・サウスベンド・ミシャワカ都市圏）などが大都市・大都市圏として挙げられる。
その大半がメキシコ湾に流れ込む流域（その更に大半がミシシッピ川の流域）であるが、残りは、一部が五大湖そして最終的にセントローレンス川に流れ込み、別の一部がノースダコタ州・ミネソタ州の州境にまたがるレッド川流域としてハドソン湾に流れ込む。
ほぼ中部標準時エリアと一致するが、そこからフロリダ・パンハンドルを除く一方、そこにオハイオ州、ミシガン州の大半、インディアナ州の大半、グレートプレーンズ諸州の西端、ケンタッキー州の東部および北部、テネシー州の東部、そしてエルパソその他のテキサス州を加えたエリアが、アメリカ合衆国中央部にあたる。
20世紀から21世紀を通じ、この地域を悩ませ続けている問題として、洪水が挙げられる。

国勢調査局が指定する9地区の内、 名称に「Central」を含むもの。
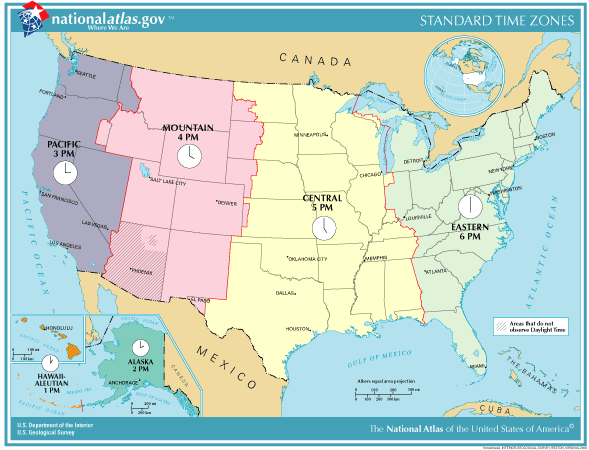
2006年4月～2007年3月の
アメリカ標準時（英語版）。
その後、インディアナ州プラスキ郡が、中部標準時から離れ、東部標準時へ移った。
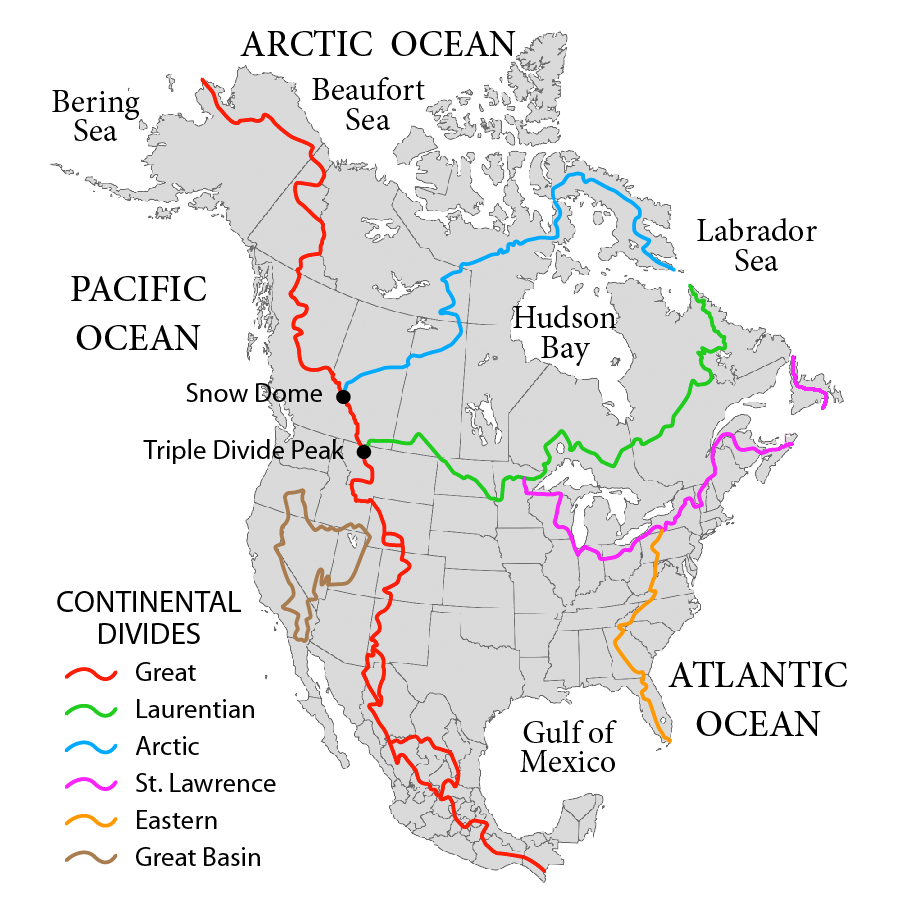
北アメリカ大陸の 大陸分水嶺。